# The Trilogie - Three Journeyes Through the Norwegian Netherworlde
The Trilogie – Three Journeyes Through the Norwegian Netherworlde, somme tider forkortet til The Trilogie, er et bokssæt fra det norske black metal/avantgarde-band Ulver. Det er begrænset til 2000 eksemplarer på verdensplan og indeholder billed-lp'er af deres tre førte studiealbum, som tilsammen er bandets black metal-fase.